# کوندان شاه
کوندان شاه (انگلیسی: Kundan Shah; ۱۹ اکتبر ۱۹۴۷ – ۷ اکتبر ۲۰۱۷) کارگردان فیلم و فیلم‌نامه‌نویس اهل هند بود.

## فیلم‌شناسی
| سال  | فیلم                       | نقش               | یادداشت          |
| ---- | -------------------------- | ----------------- | ---------------- |
| ۱۹۸۳ | فقط اجازه دهید بروم دوستان | کارگردان، نویسنده | اولین فیلم       |
| ۱۹۸۵ | Khamosh                    | نویسنده           |                  |
| ۱۹۸۶ | Nukkad                     | کارگردان          | مجموعه تلویزیونی |
| ۱۹۸۸ | Wagle Ki Duniya            | کارگردان          | مجموعه تلویزیونی |
| ۱۹۹۴ | گاهی آره گاهی نه           | کارگردان، نویسنده |                  |
| ۲۰۰۰ | چه می‌گویند                 | کارگردان          |                  |
| ۲۰۰۰ | من دوست دارم               | کارگردان، نویسنده |                  |
| ۲۰۰۲ | قلبم متعلق به توست         | کارگردان، نویسنده |                  |
| ۲۰۰۴ | یکی بهتر از دیگری          | کارگردان          |                  |
| ۲۰۰۵ | The Three Sisters          | کارگردان          |                  |
| ۲۰۰۶ | Persai Kehte Hain          | کارگردان          | مجموعه تلویزیونی |
| ۲۰۱۴ | P Se PM Tak                | کارگردان، نویسنده | آخرین فیلم       |